# Quần đùi

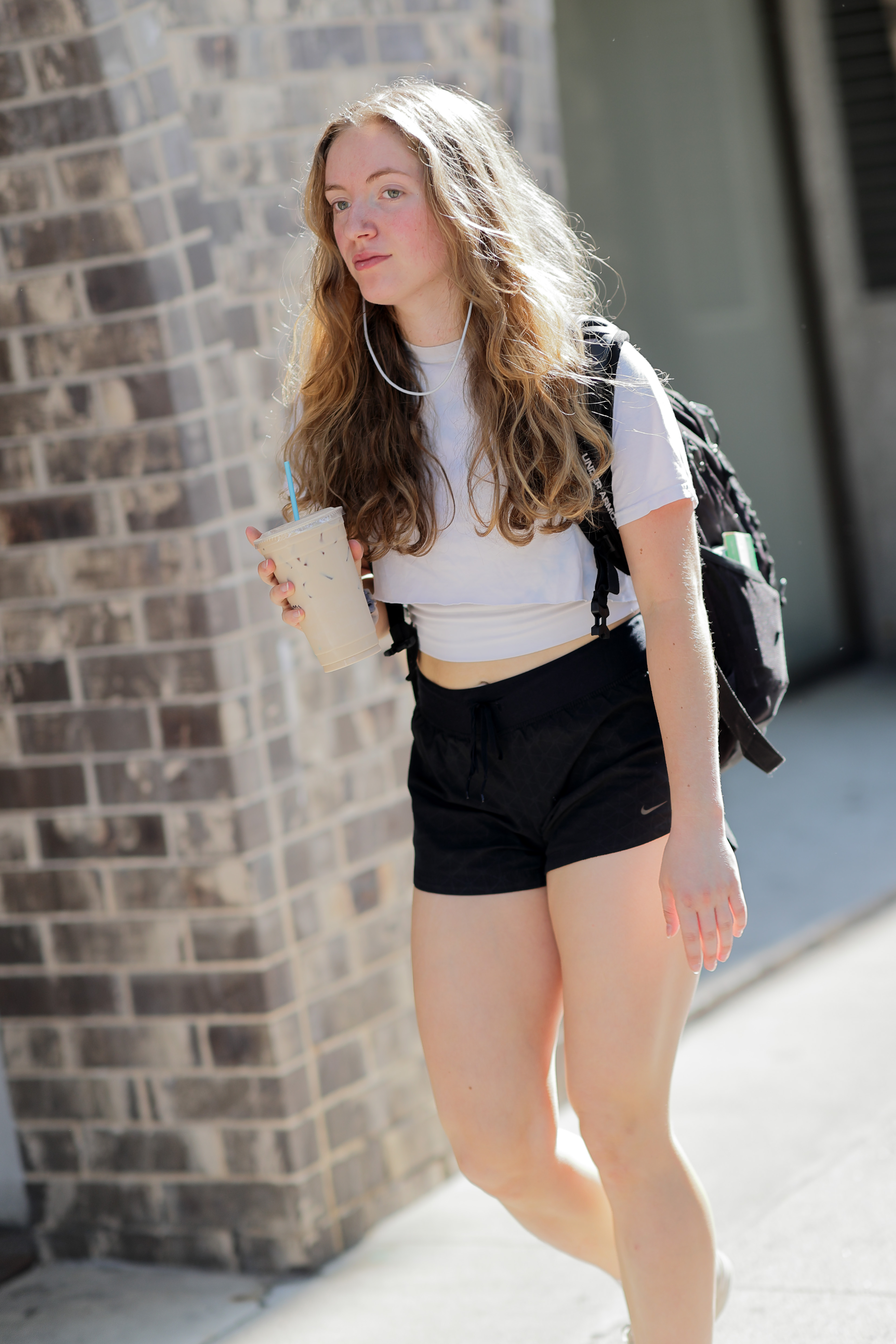
Một phụ nữ bận áo lửng thời trang và mặc quần đùi thời trang trên con đường Madison

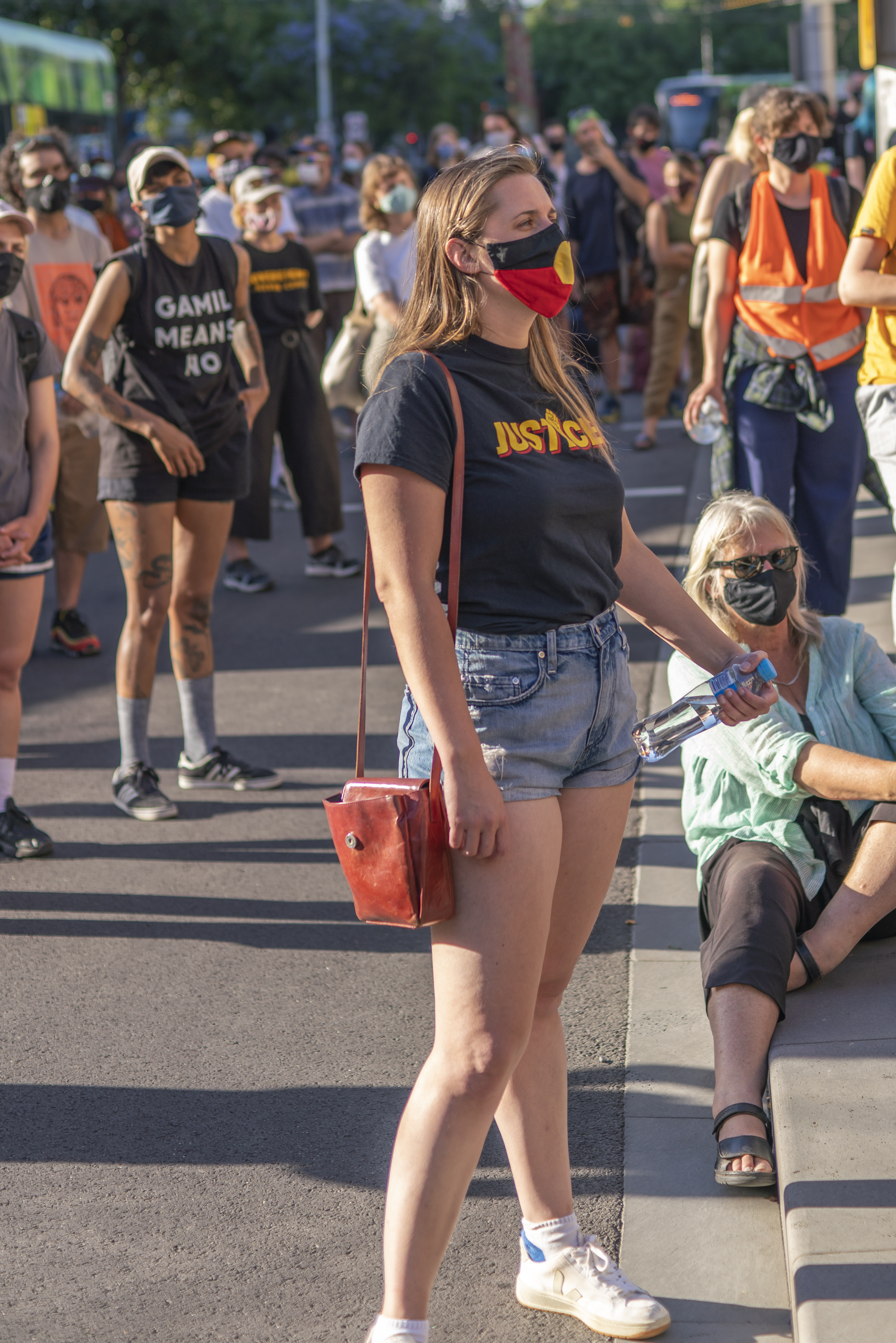
Một phụ nữ mặc quần đùi (loại quần chẽn) ở Melbourne, Úc

Quần đùi (Shorts) hay quần cộc hay quần ngắn (hay còn gọi là quần soọc) là một trang phục được mặc từ trên vùng xương chậu (trên háng), bao quanh eo và xẻ ra để che phần trên của chân, đôi khi phần ống quần có thể kéo dài xuống quá đầu gối nhưng không che phủ toàn bộ chiều dài cặp chân (thường được gọi là quần lửng). Chúng được gọi là "quần short" (quần soọc hay quần soóc) vì chúng là phiên bản rút gọn của loại quần dài thông thường vốn là loại quần che toàn bộ cặp chân, nhưng không che bàn chân (đến phần mắt cá chân). Trong tiếng Anh thì từ quần short chính là phiên bản ngắn của quần dài thông thường (tức là quần dài hoặc quần vải mỏng trong tiếng Anh Mỹ) chẵng hạn như quần short may đo, thường có lót, sẽ thường được mặc như một phần của đồng phục học sinh cho các bé trai cho đến đầu tuổi thiếu niên và những người lính và cảnh sát ở vùng khí hậu nhiệt đới. 

## Tổng quan
Quần đùi thường được mặc trong khi thời tiết ấm áp hoặc trong môi trường mà sự thoải mái và luồng gió thoáng khi quan trọng hơn việc để bảo vệ cặp giò. Có nhiều loại quần cộc, từ kiểu quần dài đến đầu gối có thể mặc như một bộ trang phục trang trọng trong một số trường hợp cho đến được mặc như là bộ đồ đi biển và quần đùi thể thao, thời trang tạo kiểu dáng. Một số loại quần đùi thường được nhiều phụ nữ lựa chọn mặc, chẳng hạn như loại quần Culotte là một kiểu váy chia đôi giống như một cặp quần short rộng thùng thình. Quần đùi là một loại trang phục hữu ích trong những ngày hè oi bức. Với thiết kế ngắn hơn quần dài, quần đùi mang lại sự thoải mái và thoáng mát, giúp người mặc dễ dàng vận động và tự tin trong các hoạt động hàng ngày. Ngày nay, quần đùi có thể được làm từ nhiều chất liệu khác nhau như denim (quần chẽn), cotton, linen, polyester và có nhiều kiểu dáng phong phú phù hợp với nhiều phong cách và dịp sử dụng. Chúng được thiết kế từ nhiều loại vải khác nhau và có nhiều kiểu dáng phù hợp với các hoạt động khác nhau, từ thể thao đến hàng ngày và thậm chí thời trang cao cấp.
Ở nhiều nơi tại châu Âu và châu Mỹ trong thế kỷ XIX và đầu thế kỷ XX, quần short chỉ được các bé trai mặc như trang phục bề ngoài cho đến khi đạt đến một chiều cao hoặc độ trưởng thành nhất định thì chúng sẽ thay loại quần khác. Khi các bé trai lớn hơn, thường là vào độ tuổi dậy thì, các bé sẽ được mặc quần dài đầu tiên. Điều này tạo ra nhận thức rằng quần short chỉ dành cho các bé trai. Vì lý do này, đàn ông sẽ không mặc quần short để tránh trông trẻ con, ngay cả khi thời tiết nóng nực. Phụ nữ có xu hướng không mặc quần short ở hầu hết các nền văn hóa, do các chuẩn mực xã hội nhiều khi quá khắt khe xét nét phép tắc, sự đoan trang khi ăn bận. Vào những năm 1890, quần dài đến đầu gối (một kiểu quần ngắn thời kỳ đầu) đã trở thành trang phục tiêu chuẩn cho các bé trai ở Mỹ. Nhiều bức họa chân dung ở trường học thành thị từ những năm 1890 cho thấy tất cả các bé trai, trừ những bé trai lớn tuổi nhất thì đều mặc quần dài đến đầu gối. Con trai Bắc Mỹ thường mặc quần dài đến đầu gối với tất ngắn.
Ở phương Tây, kể từ khoảng thời gian diễn ra thế chiến II, khi nhiều binh lính phục vụ ở các địa điểm nhiệt đới, những người đàn ông trưởng thành thường xuyên mặc quần short hơn, đặc biệt là trong thời tiết mùa hè nóng nực, nhưng quan niệm quần short chỉ dành cho các bé trai phải mất vài thập kỷ mới thay đổi về mặt nhận thức xã hội, và ở một mức độ nào đó vẫn tồn tại trong một số nhóm xã hội nhất định. Quần short sẽ sớm trở nên phổ biến hơn vào cuối những năm 1960 do phong trào phản văn hóa định hình thập kỷ này và nam giới cũng như phụ nữ bắt đầu mặc quần short jean, váy jean và các biến tấu khác một cách cởi mở hơn khi những năm của thập niên 1970 bắt đầu. Trong đời sống hàng ngày thì ngay cả người lớn cũng thường được nhìn thấy mặc quần short, nhưng việc mặc quần short ít phổ biến hơn ở phụ nữ ở các nước phương Đông đậm chất truyền thống so với xã hội phương Tây cởi mỡ, mặc dù điều đó thay đổi rất nhiều tùy theo từng khu vực. Phụ nữ thường mặc quần short ở các thành phố lớn có tính quốc tế. Ở một số quốc gia, phụ nữ trưởng thành có thể được bắt gặp thấy họ mặc quần short rộng dài đến đầu gối hoặc ngay dưới đầu gối, vì những chiếc quần này vẫn được coi là đủ kín đáo.